# حزب الطليعة الوطني
حزب الطليعة الوطني هو حزب سياسي في موريتانيا. هو الفرع الإقليمي الموريتاني لحزب البعث العربي الاشتراكي الذي يقوده العراق.

## التاريخ

### حركة البعث الأصلية
بدأت أول أنشطة بعثية مؤيدة للعراق في موريتانيا في عام 1968 ولكن لم يتم تأسيس أي شيء تنظيميا حتى عام 1972. يقسم البعثيون الموريتانيون تاريخهم إلى مرحلتين الأولى من 1976 إلى 1982 والثانية من 1982 إلى 1990. هناك القليل من المعلومات المتاحة عن الفترة 1968-1970 وبدأ النشاط البعثي بجدية في أوائل السبعينات. عقد أول مؤتمر سري للحزب في عام 1976. لقد عارضوا حكم المختار ولد داداه واستخدموا معظم سنواتهم الأولى في محاولة التسلل إلى حزب الشعب الموريتاني الحاكم ومؤسسات الدولة. في أعقاب انقلاب عام 1978 اتخذ فرع البعث قرارا واعيا بمحاولة تجنيد شعب حراطين. بدأوا بنشر البعث والحراطين في موريتانيا لمساعدتهم في سعيهم. في الفترة 1978-1984 كثف الحزب جهوده في تجنيد أعضاء داخل المؤسسة العسكرية. كان حزب البعث من أكثر المؤيدين لسياسات التعريب في موريتانيا. بسبب جهودهم تم تعيين محمد يهدي ولد بريديليل زعيم البعث وزيرا للمعلومات لفترة قصيرة في عام 1984. تحت حكم محمد خونة ولد هيدالا تعرض البعث للمضايقات وفي الفترة ما بين 1982 و 1983 تم اعتقال 55 بعثي من قبل الحكومة. ومع ذلك تمكن البعثيين في الفترة 1986-1987 من التسلل إلى صفوف الضباط والمجندين مما جعلهم يشكلون خطرا على ولد حيد الله وحكمه. قام ولد هيدالا بموافقة صدام حسين بطرد وحظر البعثيين في الجيش في عام 1988. مع غزو العراق للكويت فقد حزب البعث نداءه الشعبي وجفت المساعدات المالية من السفارة العراقية. بحلول عام 1990 لم يكن هناك الكثير من اليسار لحركة البعث الأصلية.

### حزب الطليعة الوطني
تأسس الحزب في عام 1991 خلال حرب الخليج الثانية ليحل محل حركة البعث القديمة التي تفككت في عام 1990. لا تزال أكبر قوة سياسية قومية عربية في البلاد. حافظ الحزب على علاقات طيبة مع حزب البعث الذي يتخذ من بغداد مقرا له حتى بعد سقوط صدام حسين بعد غزو العراق عام 2003. تمكن الحزب من تعيين مرشحين لشغل مقاعد في البرلمان خلال الانتخابات البرلمانية عام 1992 وكان الحزب الوحيد باستثناء الحزب الجمهوري من أجل الديمقراطية والتجديد للمرشحين الميدانيين لانتخابات مجلس الشيوخ. بيد أن الحزب حصل على 1 في المائة فقط من الأصوات في جميع أنحاء البلاد ولم يؤمن مقعدا في البرلمان ولا مجلس الشيوخ. كابري ولد طالب جدو زعيم الحزب كوفأ بتعيينه في منصب وزير الخارجية من قبل الحكومة المنتخبة حديثا بسبب حملته الانتخابية.
يدعم الفرع التعريب الكامل للبلاد وهو رأي يعتبره النقاد عنصريا. قدم الرئيس محمد خونه ولد هيداله سياسة معادية للبعثيين في السلطة. استمرت هذه السياسة مع خليفته معاوية ولد سيدي أحمد الطايع. على الرغم من ذلك دعمت الحكومة الموريتانية العراق خلال حرب الخليج الثانية. كانت العلاقات بين العراق وموريتانيا متميزة مما أدى إلى انتشار الشائعات حول أن أسرة صدام قد لجأت إلى البلاد في أعقاب الغزو الذي وقع في العام 2003 على الرغم من أن هذا الأمر كاذب. لم يتم تخفيض القمع ضد الحزب وفي عام 2003 سجن عدة أعضاء للاشتباه في محاولة الإطاحة بالحكومة. من أسباب العلاقات الوثيقة بين البلدين قوة حزب البعث الموريتاني. تم حظر الحزب في عام 1999 بعد استعادة العلاقات الثنائية مع إسرائيل. اتهمت بوضع خطط للتعاون مع الحكومة العراقية لوقف الاضطرابات داخل البلاد.
اعتقل محمد ولد عبد اللهِ ولد ايي زعيم الحزب في العام 2003 بعد احتجاج كبير ضد الحكومة مطالبا الحكومة بكسر علاقاتها مع إسرائيل والولايات المتحدة ومساعدة البعثيين العراقيين. اعتقلت القوات الحكومية رافع مع 13 من البعثيين الآخرين وتم مداهمة مقر الحزب في مايو. حزب البعث المؤيد للعراق أخذ مكانه حزب العمل والوحدة الوطنية. ومع ذلك في حين أن حزب العمل والوحدة الوطنية قريب من فرع البعث العراقي فإن المجموعة صغيرة وغير نشطة إلى حد كبير.